# Residencia Ryongsong
Residencia Ryongsong (en chosŏn'gŭl, 룡성 관저; en hancha, 龍城官邸; romanización revisada, Lyongseong Gwanjeo; McCune-Reischauer, Ryongsŏng Kwanjŏ), también llamada Residencia N.º 55 (55 호 관저) y conocida por los lugareños como Mansión Central de Lujo (주요 고급 저택) es un palacio presidencial en Corea del Norte y la residencia principal del líder Kim Jong-un. 

## Ubicación
La residencia se encuentra en el distrito de Ryongsong, en el norte de Pionyang, a unos 12 km (7,5 millas) al noreste de la céntrica Plaza de Kim Il-sung. El tamaño del complejo al completo es de alrededor de 12 km² (4,6 millas cuadradas). Según un ex-guardaespaldas de Kim Jong-il, Lee Young-kuk, hay al menos ocho residencias de líderes norcoreanos fuera de la capital. 

## Descripción
El complejo fue construido por una brigada de construcción del Ejército Popular de Corea y se terminó en 1983 bajo el gobierno de Kim Il-sung. Más tarde fue utilizado por Kim Jong-il, su hermana Kim Kyong-hui y su cuñado Jang Sung-taek. Desde que sucedió a su padre como líder de Corea del Norte, Kim Jong-un ha utilizado la Residencia Ryongsong como su residencia principal. El complejo tiene un cuartel general subterráneo construido durante la guerra de Corea, protegido con paredes con varillas de hierro y concreto cubierto con plomo en caso de una guerra nuclear. Existen numerosas unidades militares para proteger las oficinas centrales estacionadas alrededor del complejo en posesión de armas convencionales a gran escala. El área está rodeada por una cerca eléctrica, campos minados y muchos puntos de control de seguridad. La sede está conectada con la Residencia Changgyong (Residencia N.º 26) y otras residencias con túneles subterráneos. Una estación de metro privado también se encuentra dentro del complejo residencial.